# Akademicka Kronika Filmowa Katolickiego Uniwersytetu Lubelskiego
AKF – Stanowi archiwum wydarzeń odbywających się na Katolickim Uniwersytecie Lubelskim. Utrwalone są w niej codzienne wydarzenia mające miejsce na Uniwersytecie, jak również konferencje i sympozja naukowe, przeróżne inicjatywy studenckie oraz wspomnienia nieżyjących Profesorów wykładających na Uniwersytecie w formie filmów dokumentalnych oraz retrospekcji. Działa od 2006 roku.

## Działy
- Kronika –  cykliczna odcinkowa dokumentacja życia "codziennego" Uniwersytetu
- Wydarzenia – akcydentalne inicjatywy, zdarzenia, konferencje
- Wspomnienia – filmy dokumentalne o osobach związanych z KUL
- Dokument – według Wikipedii to: "rzeczowe świadectwo jakiegoś fenomenu sporządzone we właściwej dla danego czasu i miejsca formie"

## Realizatorzy
- Anna Swęda
- Łukasz Kaczmarek

## Kontakt
Al. Racławickie 14
20–950 Lublin